# 安努米那斯
在英國作家約翰·羅納德·魯埃爾·托爾金（J.R.R. Tolkien）的奇幻小說世界中土大陸中，安努米那斯（Annúminas）是亞爾諾（Arnor）的西部城市。
安努米那斯是亞爾諾的首都，但因為人口逐漸減少而於第三紀元861年被廢棄，後於亞拉岡（Aragorn）統治時重建成為北方王國的首都。

## 地理
安努米那斯位於伊利雅德（Eriador）的西境，濱臨南努爾湖（Lake Nenuial）南岸，位於伊凡丁丘陵（Hills of Evendim）的北邊，接近夏爾（Shire）的疆界。

## 名字
安努米那斯（Annúminas）一名來自辛達語，意思是「西方之塔」Tower of the West或「日落之塔」Sunset-tower。

## 總覽
安努米那斯是亞爾諾的首都，擺放了伊蘭迪爾（Elendil）的王座，而且安努米那斯也是北方王國的一個重要據點，因為這裡置放了一枚真知晶石（Palantír）。托爾金的作品裡從未為這座城市的外貌提供一個大概的描述，但按安那米那斯一名推測，這裡或許有一座高塔，而真知晶石可能就置放在塔內。另外，安努米那斯也是一些北方王國寶物的命名對象，如傳承於亞爾諾和雅西頓國王之間的安努米那斯權杖（Sceptre of Annúminas）。
這座城市的對外聯絡應該主要是靠水路，因為其南邊被山區阻隔，也沒顯示有任何努曼諾爾人修築的道路連接到安努米那斯。居民可能是從南努爾湖出發，乘船經巴蘭督因河（Baranduin）南下，進入伊利雅德的中心地區或直接順流出海。
安努米那斯在最後聯盟戰役（War of the Last Alliance）後人口不斷減少，最終在第三紀元861年亞爾諾分裂後不再成為首都，地位被佛諾斯特（Fornost）取代。歷經了982年的安努米那斯應該從此就被廢棄。直至到第四紀元時，亞拉岡重新統一南北登丹人（Dúnedain）王國，並重建了安努米那斯作為其北方首都。

## 歷史

### 建立及崩毀
第二紀元3320年，亞爾諾建立，安努米那斯也在相同時間由伊蘭迪爾所建立。第三紀元10年，埃西鐸（Isildur）之四子瓦蘭迪爾（Valandil）正式成年繼位，他由瑞文戴爾（Rivendell）返回首都安努米那斯執政。
自最後聯盟戰役後安努米那斯因為人口減少而逐漸衰落，至861年亞爾諾分裂，安努米那斯歸入雅西頓（Arthedain）王國的境內，首任國王艾姆拉斯（Amlaith）因為居民數目少的緣故，將首都遷到佛諾斯特，並帶走了這裡的真知晶石。安努米那斯應該從此荒廢，淪為廢墟。

### 重建
第四紀元重聯王國（Reunited Kingdom）建立，亞拉岡重建了安努米那斯，但其真知晶石早於第三紀元1975年隨雅西頓國王亞帆都（Arvedui）沉落大海，故此安努米那斯再也沒有任何真知晶石。
第四紀元15年（夏墾1436年），亞拉岡、亞玟（Arwen）來到安努米那斯暫居，並拜訪了魔戒遠征隊的三位哈比人成員。這是最後關於安努米那斯的記錄，但可推測此地應該會繼續存在一段很長的時間。

## 資料來源
1. ↑  在此採用了聯經版《精靈寶鑽》（由鄧嘉菀譯）的譯名，其他版本的譯名是阿努米那斯（聯經版《魔戒三部曲》，朱學恆譯）。
2. ↑  .   [2011-11-13]. （原始内容存档于2011-11-07）.
3. ↑  《精靈寶鑽》 2002年 聯經初版翻譯 《魔戒及第三紀元》
4. ↑  .   [2011-11-13]. （原始内容存档于2021-01-25）.
5. ↑  《未完成的故事》 1998年 HarperCollins重印版 "The Palantíri"
6. 1 2 3  《中土世界的歷史》 Vol.12《中土世界的民族》 "The Heirs of Elendil"
7. ↑  《中土世界的歷史》 Vol.12《中土世界的民族》 "The Tale of Years of the Third Age"
8. 1 2 3  《魔戒三部曲》 2001年 聯經初版翻譯 附錄二編年史